# Bateria de Nossa Senhora da Guia
Bateria de Nossa Senhora da Guia localizava-se no lado esquerdo da barra da baía de Guanabara, no atual bairro de Jurujuba, município de Niterói, no estado brasileiro do Rio de Janeiro.

## História
Embora a primitiva ocupação do promotório rochoso à margem esquerda da barra seja tradicionalmente atribuída a uma bateria francesa que teria existido entre 1555-1560 para defesa da França Antártica (SOUZA, 1885:102-103), as fontes coevas apenas referem a tentativa de estabelecimento de uma bateria na ilha da Laje (ver Bateria Ratier).
Em 1573, os temiminós sob a liderança de Araribóia mudaram-se para a atual região de Niterói, fundando o aldeamento de São Lourenço dos Índios. Dois anos mais tarde (1575), a nau francesa "Salamandra" atacou a povoação, trazendo o temor de possíveis ataques vindos pelo mar.
A posição na barra da baía só foi efetivamente ocupada pelos portugueses a partir de 1584, quando foi erguida uma bateria, sob a invocação de Nossa Senhora da Guia, na segunda gestão de Salvador Correia de Sá, o Velho, enquanto governador da Capitania do Rio de Janeiro (1577-1599). A informação é fornecida pelo padre José de Anchieta em sua carta ânua de 1585, onde reportou a seus superiores que a cidade do Rio de Janeiro se encontrava bem defendida, não só pela Fortaleza de São Sebastião do Castelo, mas por várias outras, entre as quais se destacava a Bateria de Nossa Senhora da Guia, mandada erguer, no ano anterior, por aquele governante.
Embora SOUZA (1885) compreenda ter sido esta a estrutura que repeliu a tentativa de assalto do corsário neerlandês Olivier van Noort à baía da Guanabara (1599) (op. cit., p. 103), parece mais correto compreender que foi diante dela na barra, a 9 de fevereiro, que as autoridades coloniais portuguesas negaram a licença requerida por aquele almirante para fazer aguada à sua esquadra de três navios, armada pela Companhia Neerlandesa das Índias Orientais, com ordens para passar o estreito de Magalhães em busca de uma rota alternativa à do cabo da Boa Esperança (PEIXOTO, 1932:7-8).
De acordo com os diários de bordo, a esquadra, vítima de escorbuto, buscava "refrescos" (suprimentos frescos e água potável), o que foi negado pelas autoridades portuguesas, à entrada na baía de Guanabara, receosas de um ataque, tendo se registrado uma escaramuça em terra. Esta estrutura foi sucedida pela Fortaleza de Santa Cruz da Barra.